# 王中山
王中山（?—），蒙古族，河南南阳人，古筝演奏家，中国音乐学院教授、博士研究生导师，中国古筝学会会长。

## 简历
自幼习筝，在南阳艺术学校师从古筝家赵曼琴。1988年考入中国音乐学院，师从李婉芬；1992年在北京举办“王中山古筝独奏音乐会”，毕业后留校任教。
1995年在国际华夏器乐展演年《国际中国民族器乐独奏大赛》获古筝项目一等奖。
他出版了《王中山古筝曲集》等书籍和音像品，发行了《望秦川》等多张个人独奏专辑和数十张教学光盘。在国内外举办了数百场个人独奏音乐会和学术讲座，是举办独奏音乐会最多的古筝音乐家。

## 作品
古筝独奏曲
- 《暗香》
- 《秋望》
- 《溟山》
- 《霍拉舞曲》
- 《水墨》
- 《楼兰》
- 《晓雾》

其他作品
- 《土耳其进行曲》（双筝伴奏曲）
- 《春到湘江》（古筝、钢琴合奏曲）
- 《月儿高》（古筝、琵琶、箫合奏曲）
- 《彝族舞曲》（古筝、大提琴合奏曲）
- 《汉江韵》（古筝、钢琴合奏曲）
- 《彝族舞曲》（改编）

專輯
- 《岳飛：王中山古箏獨奏專輯（二）》，其中的〈望月〉一曲由趙曼琴譜曲，王中山編配，孫貴生吹簫伴奏

## 头衔
- 中国音乐家协会理事
- 中国音乐家协会古筝学会会长
- 中国音协社会音乐委员会副主任
- 中国民族管弦乐学会古筝专业委员会执行会长

## 荣誉
- “全国文化名家暨四个一批人才”
- “中国杰出民乐演奏家”[3]